# David van Mollembrug
De David van Mollembrug is een basculebrug over de rivier de Vecht in de Nederlandse stad Utrecht. De brug werd in 1965 geopend en vormt een verbinding tussen David van Mollemstraat en de Draaiweg. De brug is vernoemd naar zijdehandelaar David van Mollem (1670-1746), die hier zijn buitenhuis Zijdebalen had. De brug verving de, in 1752 gebouwde en in 1877 vernieuwde, Knollenbrug, die iets zuidelijker lag in het verlengde van de nu doodlopende Brugstraat. 